# Nausigaster meridionalis
Nausigaster meridionalis är en tvåvingeart som beskrevs av Townsend 1897. Nausigaster meridionalis ingår i släktet Nausigaster och familjen blomflugor. Inga underarter finns listade i Catalogue of Life.